# Dalaröbryggan

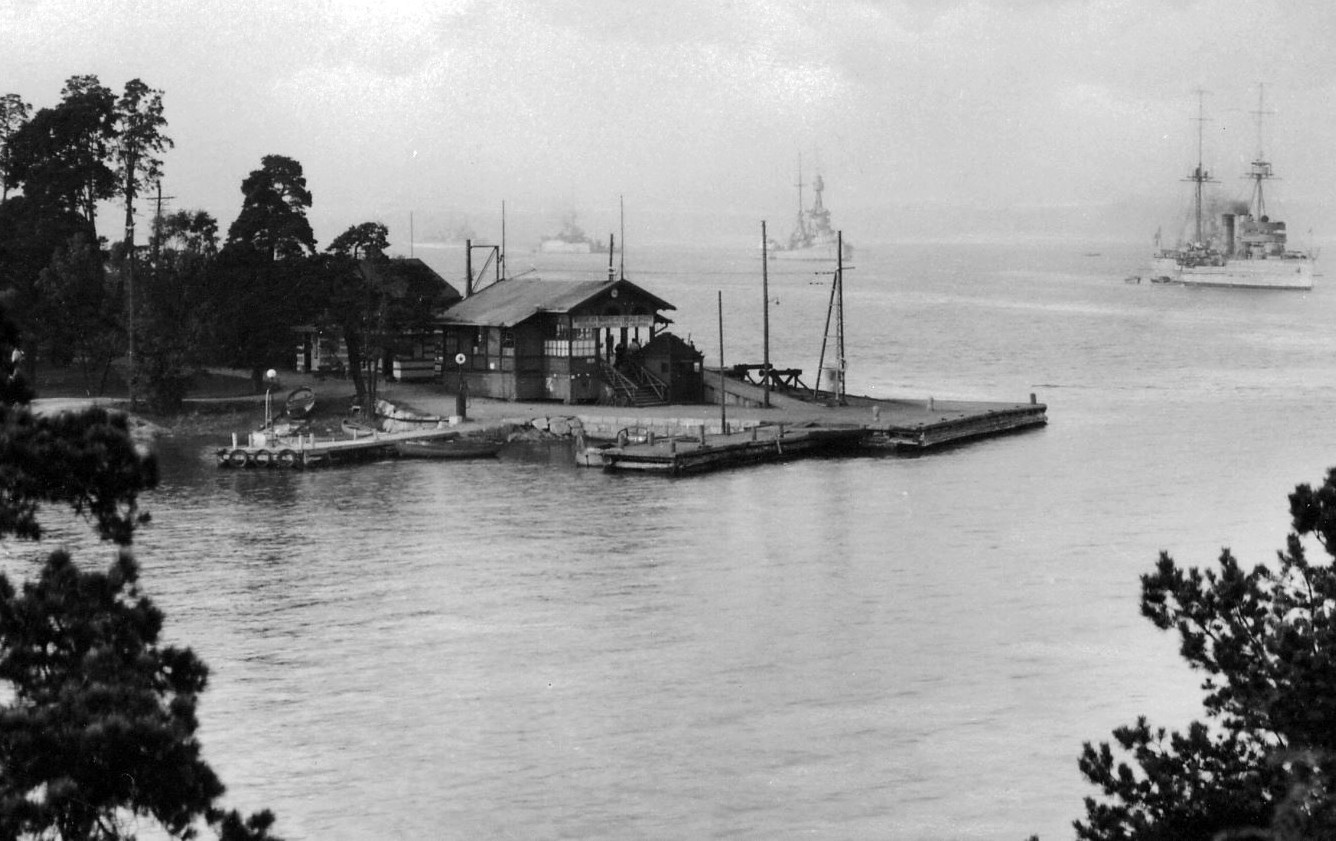
Dalaröbryggan med stationshus.

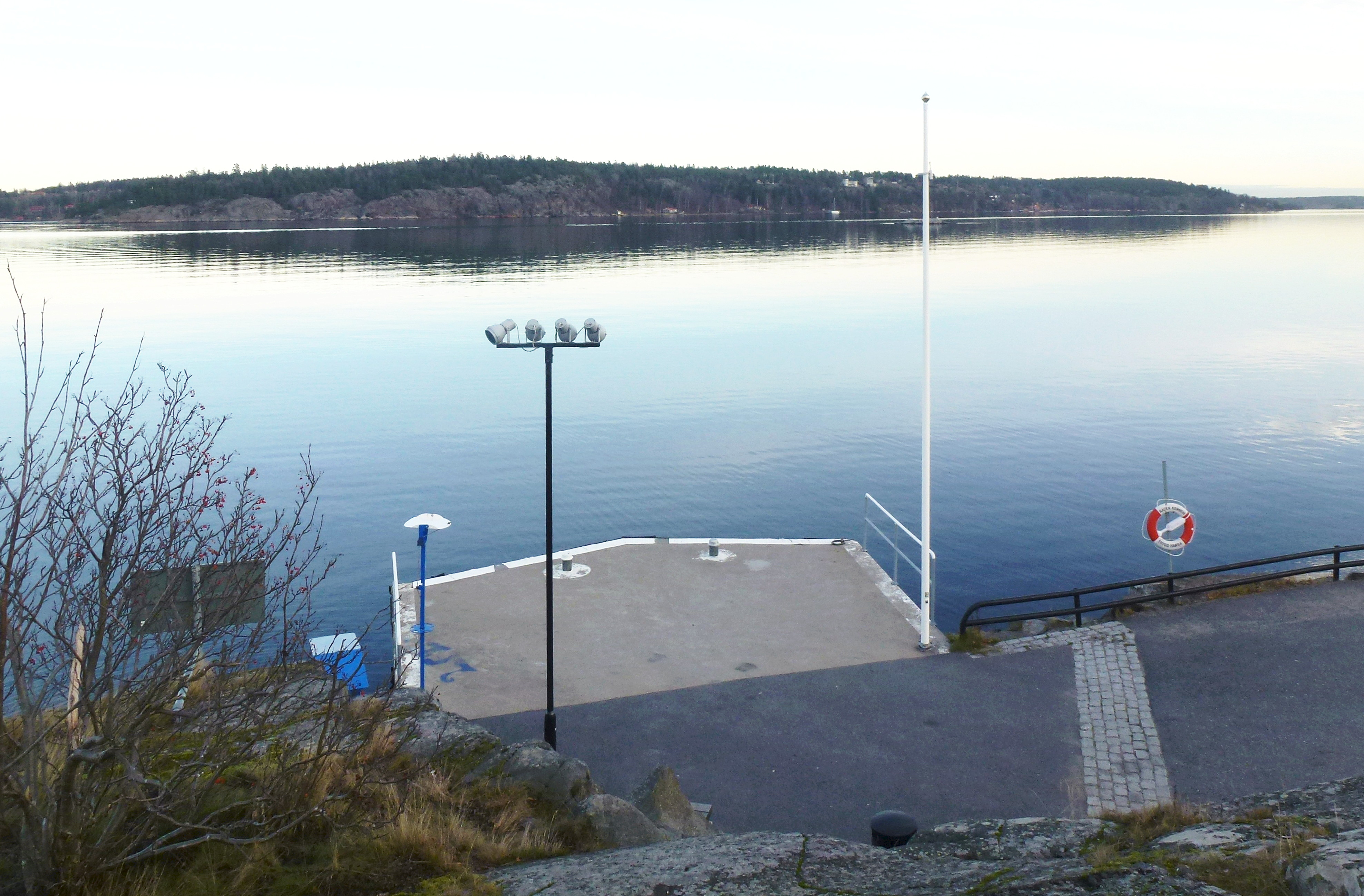
Dalaröbryggan i november 2013.

Dalaröbryggan ligger vid Baggensfjärden i Saltsjöbaden, inte långt från Saltsjöbadens station och Grand Hotel Saltsjöbaden. Dalaröbryggan var en station längs Saltsjöbanan. Stationen existerade mellan 1893 och fram till 1960-talet. Dalaröbryggan trafikeras året om av Waxholmsbolaget och andra skärgårdsbåtar.

## Historik
Arbetet med att bygga Saltsjöbanan startades på hösten 1891 och 1893 invigdes delar av banan och de första stationerna. Innan Stadsgårdstunneln var färdig transporterades järnvägsvagnarna för Saltsjöbanan på pråm från Atlas fabriker på Kungsholmen till Dalaröbryggan och fördes där upp på järnvägsspåret.
Ändhållplatsen Dalaröbryggan hade ett stationshus och här fanns även en omslagsplats för diverse gods. Stationen förlorade sin betydelse när  gamla Saltsjöbadens station 1947 flyttades mot nordost och därmed kom nära bryggan. Avståndet blev helt enkelt för kort för att motivera en egen station. Även godstrafiken till bryggan upphörde helt någon gång på 1960-talet. 
Sidolinjen existerade dock ända fram till 1976 på de schematiska kartor som fanns i personvagnarna. Fram till 2004 existerade fortfarande ett grenspår med stoppbock strax före den tidigare ändhållplatsen. I samband med bygget av nya bostadshus i början av 2000-talet revs spåret upp. Det var ett av dessa nya bostadshus som skadades genom tågolyckan i januari 2013 (se Saltsjöbadsolyckan 2013).